# Albinismo oculare di tipo 1
L'albinismo oculare di tipo 1 (OA1) è il tipo più comune di albinismo oculare, con un tasso di prevalenza di 1: 50.000. È un disturbo recessivo ereditabile di tipo mendeliano classico di tipo X in cui l'epitelio pigmentato retinico manca di pigmento mentre i capelli e la pelle appaiono normali. Poiché di solito è un disturbo legato all'X, si verifica principalmente nei maschi, mentre le femmine sono portatrici a meno che non siano omozigoti . Nel gene Oa1 sono state identificate circa 60 mutazioni, inserzioni e delezioni missenso e nonsense . Le mutazioni in OA1 sono state collegate a una glicosilazione difettosa e quindi a un trasporto intracellulare improprio.
È anche chiamata "sindrome di Nettleship-Falls" dal nome degli scopritori Edward Nettleship e Harold Francis Falls .

## Segni e sintomi
La riduzione dell'acuità visiva è accompagnata da movimenti involontari dell'occhio definiti nistagmo . L'astigmatismo è una condizione in cui si verifica un errore di rifrazione significativo. Inoltre, gli occhi albini oculari si incrociano, una condizione chiamata "occhi pigri" o strabismo . Poiché è presente pochissimo pigmento, l'iride diventa traslucida e riflette la luce. Appare dal verde al rosso bluastro. La parte più importante dell'occhio, la fovea che è responsabile della visione acuta, non si sviluppa correttamente, probabilmente indicando il ruolo della melanina nelle fasi di sviluppo dell'occhio. Alcuni individui affetti possono anche sviluppare fotofobia / fotodisforia. Tutti questi sintomi sono dovuti alla mancanza di pigmentazione della retina. Inoltre, in un occhio albino oculare, i nervi dalla parte posteriore dell'occhio al cervello potrebbero non seguire il solito schema di instradamento. In un occhio albino, più nervi attraversano dalla parte posteriore dell'occhio al lato opposto del cervello invece di andare su entrambi i lati del cervello come in un occhio normale. Un occhio albino appare di colore rosa bluastro senza alcuna pigmentazione a differenza di un occhio normale. Le donne portatrici hanno regioni di ipo e iperpigmentazione dovute all'inattivazione dell'X e alla transilluminazione parziale dell'iride e non mostrano altri sintomi manifestati da coloro che sono affetti da OA1.

## Biologia molecolare
Il gene Oa1 umano è stato identificato mediante clonazione posizionale. È lungo 40 kb e localizzato su Xp22.3-Xp22.2. Successivamente, è stato identificato e clonato anche un omologo di topo del gene umano Oa1 . Codifica per una proteina lunga di 404 aminoacidi con un massimo di tre potenziali siti di glicosilazione. È stato riscontrato che la trascrizione si esprime molto bene nell'epitelio pigmentato retinico e nella pelle e in misura molto minore nel cervello e nelle ghiandole surrenali.
Le mutazioni in Oa1 sono state ben caratterizzate e studiate utilizzando varie tecniche come analisi del Southern blot, polimorfismo di conformazione a singolo filamento e analisi di sequenza. È stato segnalato che la maggior parte di queste mutazioni si verificano nell'N-terminale e poche nelle regioni trans-membrana, ma molto raramente nel molto conservato C-terminale citoplasmatico. Popolazioni appartenenti a diversi gruppi etnici sono state ampiamente analizzate ed è stato creato un database che registra i dettagli delle mutazioni legate all'OA1. Fino ad oggi sono stati riportati un totale di 25 mutazioni missenso, 2 nonsense, 9 frameshift e 5 splicing. Oltre a queste mutazioni, si verificano anche diverse delezioni in uno o più esoni del gene Oa1, in particolare nell'esone 2. Si presume che queste delezioni siano dovute a un attraversamento ineguale dovuto alla presenza di regioni Alu adiacenti. In alcuni casi, l'intero gene Oa1 viene cancellato insieme ad altri geni contigui. Sono stati rilevati anche molti polimorfismi diversi, principalmente nell'introne 1.
Il controllo tessuto-specifico della trascrizione di Oa1 avviene tramite una regione E-box lunga 617bp legata da Mitf. Mitf ha dimostrato di regolare l'espressione di molti geni melanosomici come TYR e TRP-1 attraverso il motivo E-box (CATGTG). Vetrini et al. hanno utilizzato vettori adenovirali per studiare la specificità tissutale della trascrizione di Oa1 attraverso Mitf e hanno osservato che questa regolazione è conservata nel gene Oa1 umano.

### Albinismo
Il termine albinismo [L. albus significa "bianco"] si riferisce a un gruppo eterogeneo di disturbi congeniti nella biogenesi del pigmento della melanina . Il processo di pigmentazione può essere influenzato in uno o più modi a causa delle mutazioni. Ciò può essere dovuto o alla mancata migrazione dei melanociti nella vita embrionale, o a una mutazione geli enzimi adibiti alla biosintesi della melanina oppure dovuto a una mutazione dei geni che regolano al degranulazioen della melanina.
L'albinismo può manifestarsi come oculocutaneo (OCA) o solo oculare (OA). Esistono almeno dieci diversi tipi di OCA e quattro tipi di OA. OCA si riferisce a un gruppo di disturbi autosomici recessivi in cui la melanina è ridotta o addirittura assente portando a una pelle pallida con aumentato rischio di cancro della pelle. OCA1 è causato da mutazioni nel gene della tirosinasi che influenzano la sua attività catalitica o sintetica. OCA2 è una condizione in cui il gene TYR non è mutato ma lo è il polipeptide P. I difetti mutazionali nella proteina TRP-1 portano a OCA3.
L'albinismo oculare deriva da difetti nel sistema melaninico, che possono derivare da difetti del recettore OA1 o da mutazioni del gene Tyr o del trasportatore P.

### Struttura della proteina OA1
Il prodotto del gene Oa1 umano è stato inizialmente identificato come una proteina 60kDa formata da un precursore 46-48kDa. La malattia OA1 è dovuta a un difetto del recettore OA1. Questo recettore ha dimostrato di essere simile ai recettori accoppiati a proteine G di classe C (GPCR). Il recettore OA1 ha una caratteristica struttura GPCR: 7 eliche transmembrana con 3 anse citoplasmatiche e 3 anse extracellulari e un N-terminale extracellulare e C-terminale citoplasmatico. Recentemente è stato trovato il ligando che attiva questo recettore. Un recente lavoro di calcolo ha fornito alcune informazioni sulla struttura tridimensionale di questa proteina e le sue interazioni dinamiche con i suoi noti ligandi.
Shen, et al. ha creato proteine di fusione tra OA1 e GFP. La localizzazione melanosomica di OA1 è stata confermata dalla microscopia immunoelettronica e da altre tecniche simili. Sono stati confrontati modelli di localizzazione di wild type OA1-GFP e OA1-GFP mutato. Il tipo selvatico OA1 localizzato nei compartimenti endosomiali o lisosomiali tardivi. Ciò è supportato dai dati di Samaraweera, et al. che OA1 colocalizza con Lamp1, che è un marker per il compartimento endosomico tardivo. Quindi, OA1 potrebbe trasferirsi da questo compartimento ai melanosomi.
Oltre alla retina e al melanoma, il prodotto proteico OA1 è stato rilevato anche nelle cellule del pigmento umano come la glicoproteina della membrana melanosomiale. Ciò suggerisce che OA1 potrebbe essere coinvolto nella biogenesi dei melanosomi. Studi di coimmunoprecipitazione di OA1 con G β e G αi negli estratti di melanociti hanno rivelato la sua specifica interazione con G αi . Ulteriori studi hanno anche dimostrato che OA1 interagisce specificamente con il sottotipo G αi3 . Inoltre, poiché OA1 è un GPCR organellare, può rappresentare una via non identificata nel melanosoma. Fino a poco tempo, si credeva che il probabile ligando per OA1 potesse essere all'interno del lume melanosomiale, forse uno dei componenti della via melanogenica poiché è così strettamente correlato alla biogenesi dei melanosomi.  Questo è stato dimostrato ora.
Studi di Samaraweera, et al. ha rivelato OA1 come proteina endolisosomiale. Schiaffino, et al. già dimostrato che è una proteina di membrana integrale. Newton et al. hanno dimostrato che ha tre probabili siti di glicosilazione. Inoltre, si è scoperto che OA1 è stimolato dall'ormone stimolante l'α-melanocortina ma inibito dalla proteina segnale agouti.  Il fatto che l'OA1 risponda ai modificatori della melanina indica il suo probabile ruolo nella melanogenesi. Proprio come altre proteine melanosomiali TYR e TRP-1, l'elaborazione di OA1 avviene anche nel golgi. La proteina endogena OA1 espressa da melanociti umani normali viene rilevata come una proteina da 60 kDa.

### Interazioni recettore-legante
Di recente il recettore orfano OA1 è stato de-orfano. Gli studi hanno dimostrato che la L-DOPA è il ligando specifico per il recettore OA1. La L-DOPA è un sottoprodotto della via biosintetica della melanina. Durante la sintesi della melanina, la L-DOPA viene rilasciata nella retina nell'epitelio pigmentato retinico ed è necessaria per fasi specifiche dello sviluppo retinico. L'attivazione del recettore OA1 da parte della L-DOPA porta alla secrezione di un fattore neurotropico da parte dell'epitelio pigmentato retinico che aiuta nel normale sviluppo retinico.

### Mutazioni
I mutanti OA1 sono stati classificati in due gruppi principali in base a modelli di glicosilazione e localizzazione. Mentre il gruppo I era costituito da OA1 normalmente glicosilata, il gruppo II rappresentava OA1 glicosilata in modo aberrante che è indistinguibile dal tipo selvatico. Tuttavia, entrambi questi studi hanno rivelato che in> 60% di queste mutazioni, la proteina è stata trattenuta nel pronto soccorso e che si presume sia la principale causa di OA1. Hanno anche rivelato che i livelli di proteine sono diminuiti drasticamente, probabilmente a causa del ripiegamento errato della proteina nel pronto soccorso. Si ritiene che alcune delle mutazioni riportate nel secondo e terzo loop citoplasmatico (queste regioni sono note per essere critiche per la segnalazione a valle di GPCR) influenzino la trasduzione dei segnali da OA1 tramite proteine G.

### Funzioni di OA1
Sebbene il ruolo esatto di OA1 debba ancora essere confermato, molti studi forniscono indizi sui probabili ruoli di OA1. Il prodotto del gene Oa1 potrebbe essere coinvolto nel traffico vescicolare o nel regolare i melanosomi. Si ritiene inoltre che sia coinvolto nella ridistribuzione dei recettori del mannosio-6-fosfato, suggerendo così che è importante per melanogensi. La letteratura mostra che svolge un ruolo importante nelle fasi finali di crescita e maturazione dei melanosomi. Questa conclusione si basa sul fatto che non esistono intermedi della fusione melanosoma-melanosoma e il numero di melanosomi diminuisce solo con la maturazione della cellula e non nelle fasi iniziali dello sviluppo. È stato dimostrato che numerosi geni della Drosophila, come il gene hook che alterano i granuli del pigmento oculare, influenzano il rilascio lisosomiale. Inoltre, è stato riscontrato che in condizioni normali, le proteine melanosomiche si spostano normalmente verso gli endosomi tardivi, mentre in assenza di OA1 continuano ad accumularsi nei melanosomi maturi. Ciò può significare che OA1 agisce come un segnale di arresto per la crescita melanosomica.

## Fisiopatologia
L'esame microscopico dell'epitelio pigmentato retinico e delle cellule del pigmento cutaneo (melanociti) di persone affette da albinismo oculare di tipo 1 rivela la presenza dei caratteristici macromelanosomi, anche se la pelle appare normale. Studi su topi knock-out Oa1 rivelano che questi melanosomi giganti appaiono a causa della crescita anormale di un singolo melanosoma e non a causa dell'aggregazione o fusione di molti melanosomi. Questi macroglobuli di melanina si formano probabilmente a causa della mancata separazione dei melanosomi dal sistema ER - golgi con l'accumulo di enzimi e altre proteine secretorie che porta ad un aumento delle dimensioni degli organelli. Tuttavia ci sono dei dubbi al riguardo

## Trattamento
Ad oggi non esiste un trattamento per l'albinismo oculare, probabilmente perché si sa poco sulla funzione del recettore e sul suo ruolo nella fisiopatologia della condizione, tuttavia la chirurgia per lo strabismo a volte sia utile. Con la recente scoperta del ligando a monte (L-DOPA) e la scoperta del possibile partner G alfa a valle (Gai3) di Oa1, il percorso di Oa1 sta diventando più chiaro e il futuro della ricerca su Oa1 sembra promettente.
Touloukian et al. hanno caratterizzato immunologicamente OA1 come antigene di differenziazione melanocitario. I dati della citometria a flusso suggeriscono che le cellule T specifiche per OA1 sono tutte CD8 +. Ciò indica che il peptide OA1 viene elaborato e presentato sulla superficie delle cellule di melanoma per essere riconosciuto dalle cellule T antigene-specifiche. Inoltre, il riconoscimento di OA1 da parte dei linfociti T induce la produzione di citochine da parte dei linfociti T specifici per OA1. Ciò significa che l'OA1 è un potenziale bersaglio per i vaccini contro il melanoma.